# گمینا گولشوو
گمینا گولشوو (به لهستانی:  Gmina Goleszów) یک گمینا در لهستان است که در شهرستان چیشن واقع شده‌است. گمینا گولشوو ۶۵٫۸۹ کیلومتر مربع مساحت و ۱۲٬۲۳۴ نفر جمعیت دارد.